# Tvrdkov

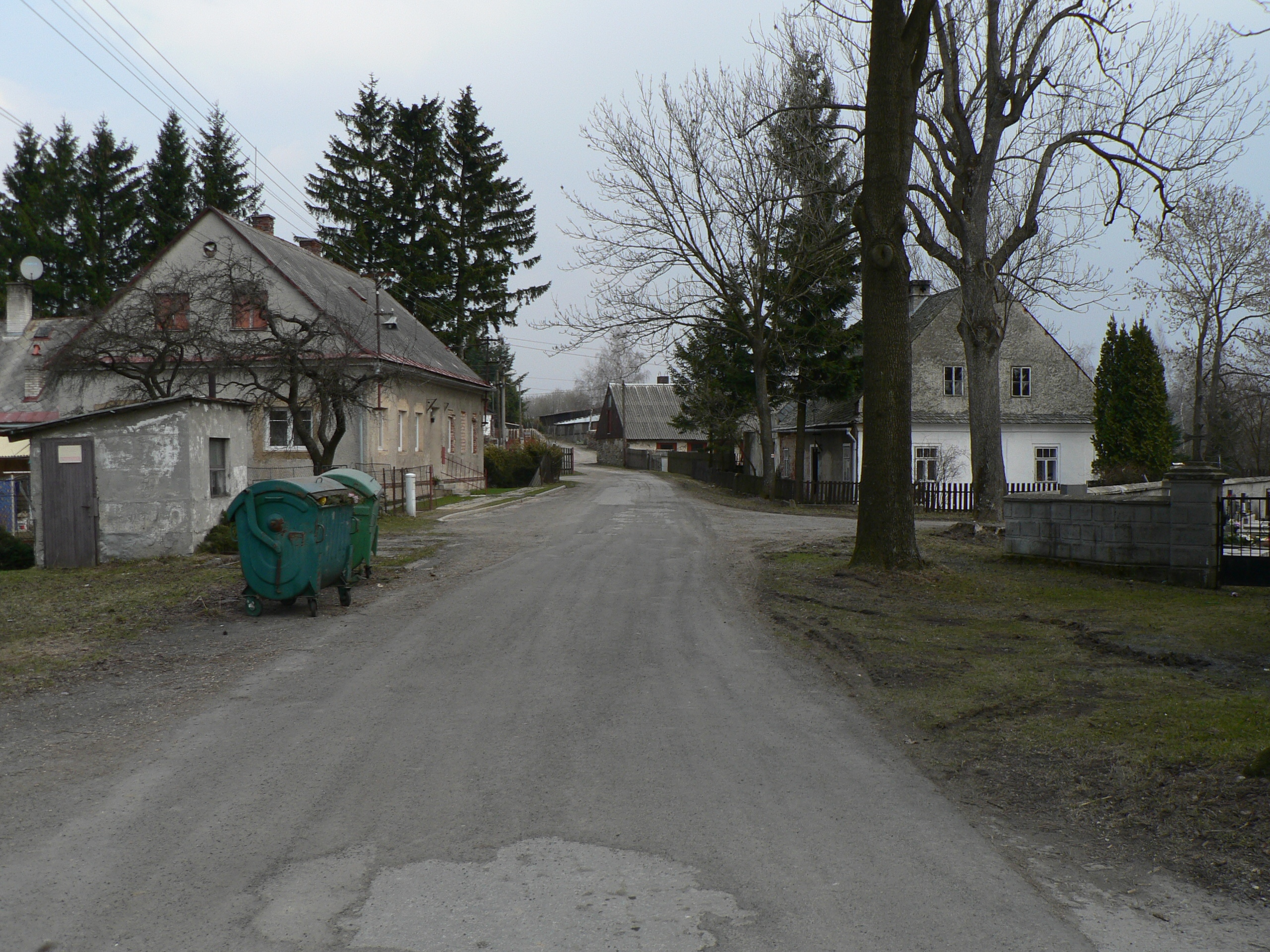
Dorfstraße in Tvrdkov

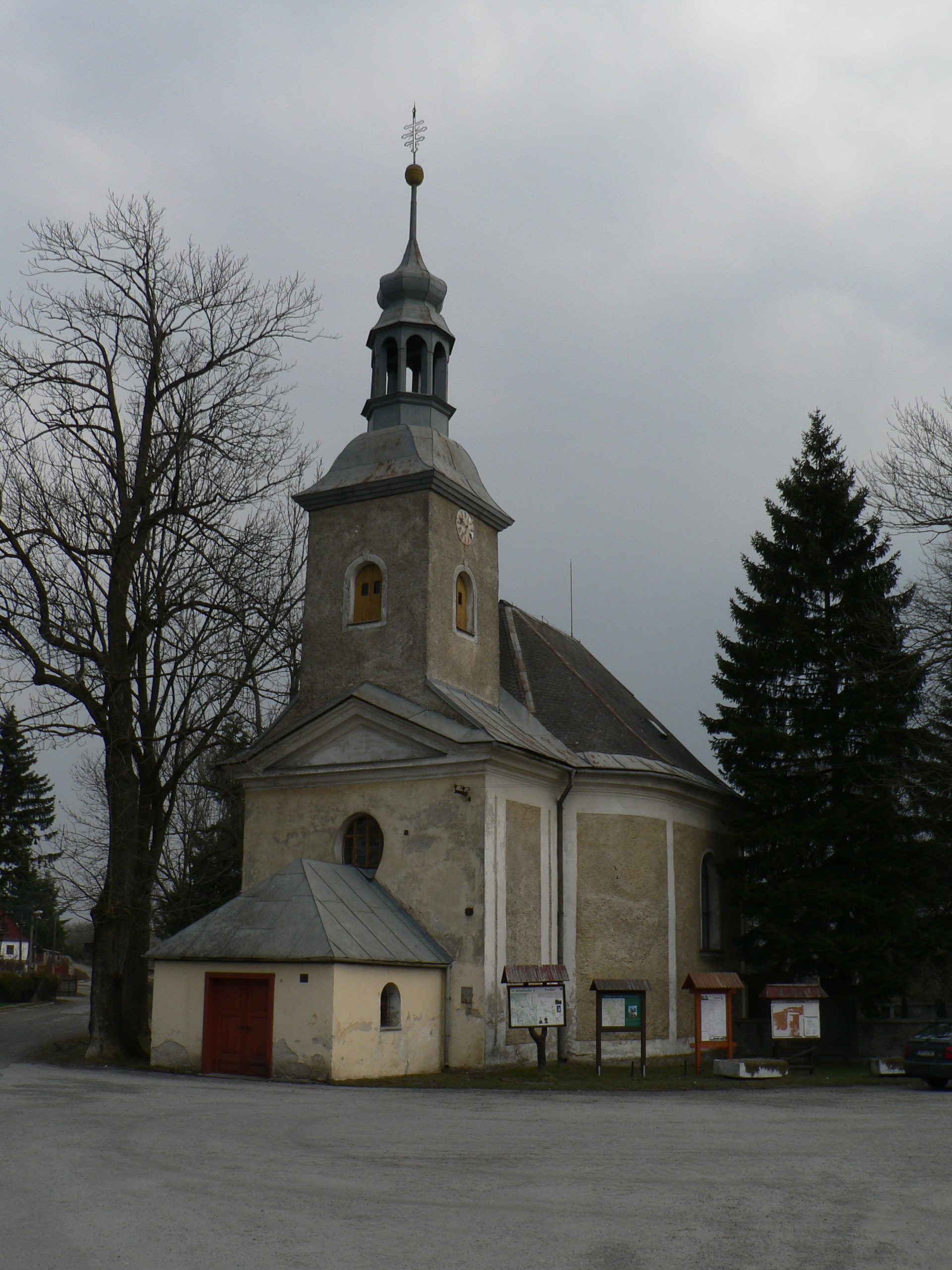
Kirche des hl. Antonius von Padua in Tvrdkov

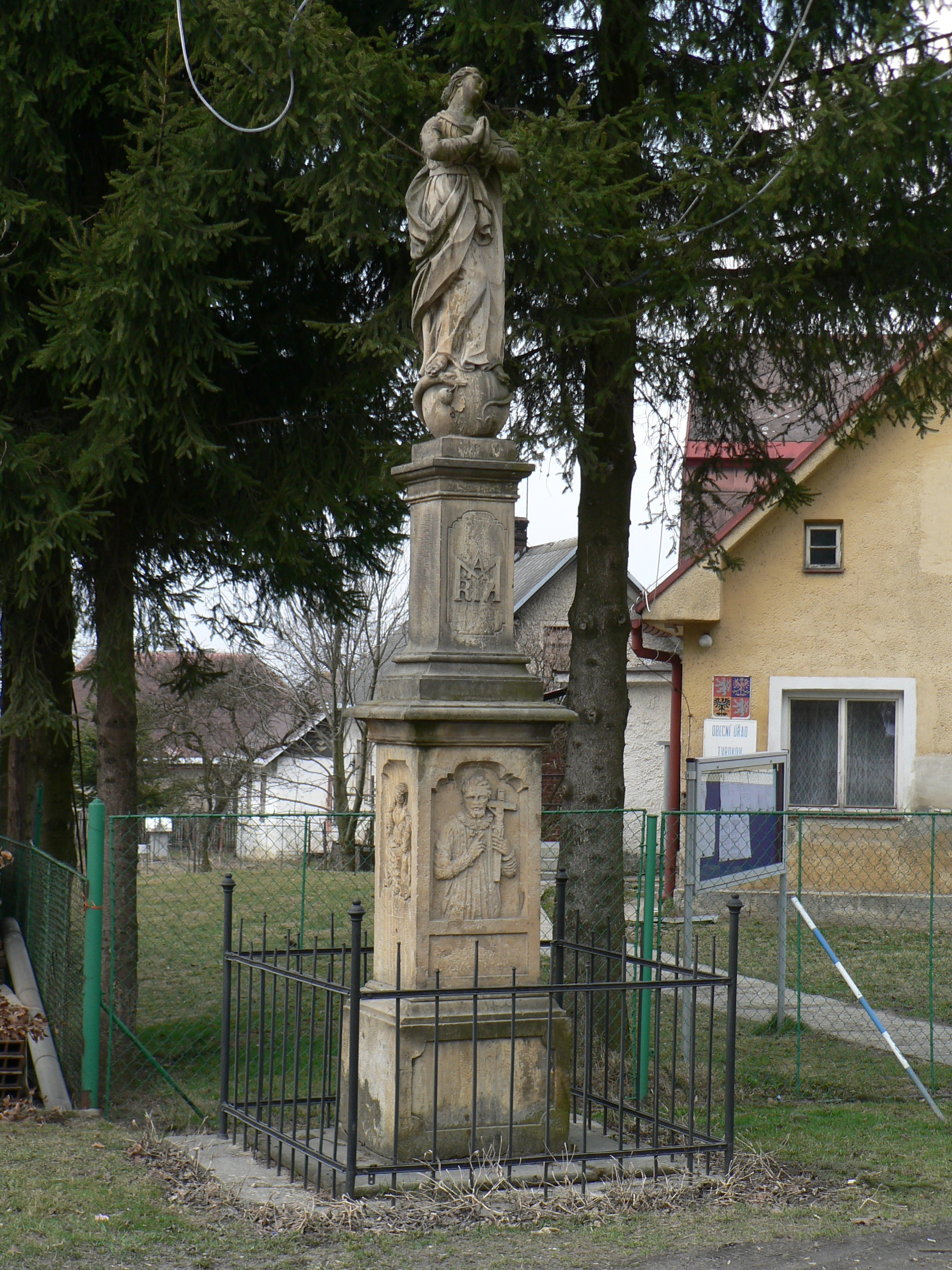
Statue der Immaculata in Tvrdkov

Tvrdkov (deutsch Pürkau) ist eine Gemeinde in Tschechien. Sie liegt acht Kilometer südwestlich von Rýmařov und gehört zum Okres Bruntál.

## Geographie
Tvrdkov befindet sich im äußersten Südwesten des Niederen Gesenkes auf dem Gebiet des Naturparks Sovinecko. Das Waldhufendorf erstreckt sich rechtsseitig über dem Tal des Baches Tvrdkovský potok auf einem Höhenzug. Der im westlichen Teil des Ortes entspringende Bach Březový potok fließt mit starkem Gefälle der Oskava zu. Einen Kilometer südwestlich von Tvrdkov befindet sich die Quelle der Dražůvka, südlich die des Rakovec. Nördlich erheben sich der Mrtvý muž (705 m n. m.) und der Špičák (Spitzberg, 778 m n. m.), im Nordosten der Jasný vrch (692 m n. m.), südöstlich der Tvrdkovský lán (656 m n. m.), im Süden der Mirotínsko (651 m n. m.) und der  Mirotínský vrch (Meroteiner Berg, 632 m n. m.), südwestlich der Malinový vrch (434 m n. m.), im Westen der Stančín bzw. Hnízdový vrch (Nestberg, 605 m n. m.) sowie im Nordwesten der Dívčí kámen (Jungferstein, 544 m n. m.).
Nachbarorte sind Dobřečov im Norden, Stříbrné Hory und Horní Město im Nordosten, Strálecká Myslivna und Stránské im Osten, Rešov, Mlýn U Fialů, U Vodopadů, Těchanov, Křížov und Sovinec im Südosten, Ruda und Břevenec im Süden, Mirotínek und Nemrlov im Südwesten, Oskava im Westen sowie Horní Třemešek, Véska, Ryžovna und Bedřichov im Nordwesten.

## Geschichte
Tvrdkov wurde wahrscheinlich im 13. Jahrhundert durch die Herren von Bludov gegründet und 1349 erstmals urkundlich erwähnt. 1398 verpfändete Jobst von Mähren die Rabensteiner Güter zusammen mit der benachbarten Herrschaft Stralek und den zugehörigen Ortschaften Römerstadt, Irmsdorf, Andersdorf, Johnsdorf, Reschen, Hangenstein, Twirdkow, Frankstadt und Rabenseifen an Proček von Kunstadt und Bouzov. Nachfolgend gewann Römerstadt immer mehr an Bedeutung und entwickelte sich zum neuen Zentrum der Rabensteiner Güter. Peter von Žerotín auf Schönberg, der zu Beginn des 16. Jahrhunderts die Herrschaft Rabenstein als Pfand gereicht bekam, ließ ab 1524 in Janowitz ein neues Schloss errichten und nahm dort seinen Sitz. Im 16. Jahrhundert begann die deutsche Kolonisation der Gegend, in dieser Zeit entstand auch der deutsche Name Pürkau. Während sich das benachbarte Ruda zu dieser Zeit zu einer bergmännischen Siedlung entwickelte, blieb Pürkau vom Ackerbau geprägt. Das Getreide wurde unterhalb des Ortes in der Mühle am Tvrdkovský potok gemahlen. Außerdem wurden Holzschindeln gefertigt. Nach dem Dreißigjährigen Krieg war der Ort gänzlich von Deutschen besiedelt. Pürkau war Sitz eines Erbrichters. 1768 begann der Bau der Kirche, die Kosten trugen der Erbrichter Augustin Linke sowie die übrigen Einwohner. Zuvor befanden sich auf dem Friedhof nur ein hölzerner Glockenturm und ein Leichenhaus. 1798 wurde eine einklassige Dorfschule eingerichtet. Bis zur Mitte des 19. Jahrhunderts blieb Pürkau nach Janowitz untertänig.
Nach der Aufhebung der Patrimonialherrschaften bildete Pürkau/Tvrdkov ab 1849 eine Gemeinde im Gerichtsbezirk Römerstadt. Im Jahre 1869 bestand Pürkau aus 74 Häusern und hatte 435 Einwohner. Im August 1905 schlug der Blitz in die Schule ein und verursachte beträchtliche Schäden. 1919 wurde Pürkau wegen des seinerzeitigen Petroleummangels als erstes Dorf der Region elektrifiziert. 1930 lebten in den 82 Häusern von Pürkau 366 Personen, 1939 waren es 349.
Pürkau gehörte von 1938 bis 1945 zum deutschen Landkreis Römerstadt. Nach Kriegsende kam Tvrdkov zur Tschechoslowakei zurück und die deutsche Bevölkerung wurde vertrieben.
Nach der Aufhebung des Okres Rýmařov wurde die Gemeinde 1960 dem Okres Bruntál zugeordnet. Das ehemalige Erbgericht wurde in den 1960er Jahren abgebrochen, an seinem Platz entstand eine Lebensmittelverkaufsstelle. Zwischen 1980 und 1990 war Tvrdkov nach Horní Město eingemeindet. Seit dem 24. November 1990 besteht die Gemeinde Tvrdkov wieder, zugleich kamen Mirotínek und Ruda als Ortsteile hinzu.

## Gemeindegliederung
Die Gemeinde Tvrdkov besteht aus den Ortsteilen und Katastralbezirken Mirotínek (Merotein), Ruda (Deutsch Eisenberg) und Tvrdkov (Pürkau). Zu Tvrdkov gehören außerdem die Einschichten Mlýn U Fialů und U Vodopadů.

## Sehenswürdigkeiten
- Kirche des hl. Antonius von Padua in Tvrdkov, spätbarocker Bau, errichtet 1768–1776
- Statue der Immaculata aus dem Jahre 1848, bei der Kirche von Tvrdkov
- Kirche Maria Schnee in Ruda, geweiht 1758
- Kreuzweg mit 14 Stationen auf dem Křížový vrch bei Ruda
- Wasserfälle Rešovské vodopády der Huntava
- Wassermühle Fialův mlýn an der Huntava
- Wüste Burg Rešov, auf einem Sporn über der Mündung des Tvrdkovský potok in die Huntava
- Polensteine bei Mirotínek, zum Gedenken an in den Schwedenkriegen gefallene Polen